# Netz für Kinder
Das Netz für Kinder ist ein seit 1993 auf Bayern bezogenes Förderkonzept für altersgemischte Kindergruppen von zwei bis zwölf Jahren. Es ist nicht zu verwechseln mit „Ein Netz für Kinder“, einer gemeinsamen Initiative von Politik, Wirtschaft und Institutionen des Jugendmedienschutzes, deren Ziel es ist, für Kinder von acht bis zwölf Jahren einen attraktiven und sicheren Surfraum zu schaffen. 
Netz für Kinder ist in der Ausführungsverordnung des BayKiBiG festgeschrieben. Das Konzept wurde entwickelt, um einen Beitrag gegen die akute Unterversorgung von Betreuungsangeboten in Bayern zu leisten. Die Altersmischung ist verpflichtend festgelegt: zusätzlich zum Kindergartenalter (drei bis sechs Jahre) muss mindestens ein Kind im Krippen- oder Hortalter mitbetreut werden. Die Altersspanne der betreuten Kindern liegt bei zwei bis zwölf Jahren. Neben mindestens einer ausgebildeten Fachkraft je „Netzgruppe“ stehen der Gruppe täglich wechselnde Elterndienste zur Verfügung.

## Geschichte und demografischer Hintergrund
Ende der 1980er Jahre fehlten in Bayern zahlreiche Betreuungsplätze für Kindergartenkinder, darunter auch Dreijährige, deren Eltern am Ende ihres Erziehungsurlaubs für die Zeit bis zum Beginn des neuen Kindergartenjahres (meist im September) keinen Betreuungsplatz hatten. Krippen wurden noch nicht im heutigen Umfang gefördert (monatliche Betreuungskosten von teilweise mehr als 500 DM), die räumliche Kooperation Krippe, Kindergarten und Hort war noch nicht zulässig und der demografische Wandel mit zurückgehenden Kinderzahlen ab den 1990er Jahren war vorauszusehen.
Das Netz für Kinder war als eine kurzfristig umsetzbare Übergangslösung gedacht, das in kurzer Zeit landesweit bis zu 2250 Betreuungsplätze schaffen sollte und mit besonderen und nicht am Kindergartengesetz orientierten Genehmigungsverfahren den Trägern moderate Investitionen ermöglichte. Es musste kein Außenspielbereich vorhanden sein, Nebenräume (z. B. Funktions- und Turnraum) konnten von der Haupteinrichtung räumlich getrennt sein, die Einrichtung musste nicht ebenerdig erreichbar sein, Sanitärräume z. B. einer Privatwohnung durften ohne kindgerechten Umbau verwendet werden usw. 
Somit war die Netzgruppe insbesondere für folgende Träger interessant:
- Elterninitiativen mit geringen Eigenmitteln
- Gemeinden, die angesichts des demografischen Wandels mit einem nur wenige Jahre andauernden Bedarf rechneten
- Vereine mit begrenzten Räumlichkeiten
- Firmen, die eine betriebliche Betreuung mit geringem finanziellen Risiko für teilzeitbeschäftigte Arbeitskräfte ermöglichen wollten

Ende der 90er Jahre waren 150 Gruppen genehmigt und alle Gruppen in Betrieb. Bis Ende 2017 ist ihre Anzahl langsam, aber kontinuierlich auf 71 Einrichtungen zurückgegangen, allerdings war im Jahr 2015 durch die Aufteilung der Betreuungsplätze auf Kindergarten- (vormittags) und Schulkinder (nachmittags) vorübergehend wieder eine leichte Steigerung bei der Anzahl der betreuten Kinder feststellbar. Neben dem demografischen Wandel dürften weitere Gründe für den Rückgang der Betreuungsplätze darin liegen, dass die Betreuungssituation generell verbessert worden ist. Die Kindergartenbetreuung wurde weitgehend bedarfsgerecht ausgebaut, die Krippenbetreuung spürbar verbessert und Eltern haben inzwischen vielfach freie Wahl. Oft ergibt sich ein Problem aus der zunehmenden Berufstätigkeit von Müttern, die die Mitarbeit nicht ohne Weiteres mit ihren Arbeitszeiten in Einklang bringen können. Auch Krippenbetreuung wird inzwischen gleich gefördert wie die der Kindergärten.
Seit 2005 sind Netzgruppen nur noch ein zusätzliches optionales Angebot neben der in § 24 Abs. 2 des Achten Buchs Sozialgesetzbuch (SGB VIII) geregelten Betreuungspflicht. Zuständiges Kontrollorgan der Netzgruppen ist die Fachaufsicht in den Landratsämtern, die auch die Betriebserlaubnis erteilt. Die Netzgruppen haben im Jahr 2017 mit einem Angebot von 1.520 Plätzen nur einen kleinen Teil von insgesamt rund 608.000 Plätzen (ohne Tagespflegeverhältnisse) gestellt.

## Pädagogik
Das pädagogische Konzept der Einrichtung ist neben der Leitung vor allem von den mitarbeitenden Eltern und deren eigenen gesellschaftlichen und kulturellen Erfahrungshorizont abhängig. Dadurch haben sich unterschiedliche pädagogische Ansätze der „Netze“ herausgebildet.
Es gibt Gruppen, die auf den Grundlagen der Montessori-Pädagogik arbeiten, solche, die das Konzept der Waldkindergärten umsetzen oder wo der Schwerpunkt auf interkultureller Erziehung liegt. Das Profil einer Einrichtung ist oft vom Engagement der Eltern als Vorstände in den Trägervereinen und durch ihre praktische Mitarbeit abhängig.
Bei der Anmeldung eines Kindes ist nicht nur die Altersstruktur der Gruppe zu berücksichtigen, sondern auch die sozialen Kompetenzen der Eltern als Mitarbeiterinnen bzw. Mitarbeiter und der pädagogischen Fachkräfte, die als Bindeglied zwischen den unterschiedlichen erzieherischen Vorstellungen der Eltern vermitteln. Dies bedingt eine vertrauensvolle Atmosphäre, die von gegenseitigem Respekt und partnerschaftlichem Verhalten geprägt ist. Erziehungspartnerschaft zwischen pädagogischen Fachkräften und Eltern ist Leitbild vieler „Netz für Kinder“-Einrichtungen.

## Kritik
- Von Anfang an haben gewerkschaftsnahe Organisationen und pädagogische Fachgremien vor Nachteilen dieses Betreuungskonzepts gewarnt. Das Forum Bildungspolitik kritisiert: „…Diese Einrichtungen … laufen in der derzeitigen wirtschaftlichen Situation Gefahr, als ‚Billiglösungen‘ missbraucht zu werden…, wenn Eltern zum Ersatz für qualifiziertes pädagogisches Personal herangezogen werden. … Solche ganztägigen Angebote dürfen nicht auf ‚Notsituationen‘ beschränkt bleiben.“[6]
- Die GEW vermisst ein „Echtes Wahlrecht der Eltern zwischen professionellen und semiprofessionellen ([…]Netz für Kinder) Angeboten“[7]. Außerdem wird gerade von Vertreterinnen und Vertretern der Kinderladenpädagogik kritisiert, dass die positive Situation der kleinen Gruppen mit ihren individuellen Fördermöglichkeiten durch den Einsatz von unausgebildeten Hilfsbetreuern, den Eltern, „erkauft“ wird.
- Da das Betreuungskonzept nie den Modellcharakter verlassen hat, ist durch die Begrenzung auf 150 Gruppen eine Betreuung von höchstens 2250 Kindern landesweit möglich, was sich zur Zeit des früheren Mangels an Betreuungsplätzen kaum positiv auswirken konnte.